# Centro Municipal de Ensino Profissionalizante Osmar Passarelli Silveira
O Centro Municipal de Ensino Profissionalizante Osmar Passarelli Silveira (CEMEP) é uma instituição de ensino médio e técnico pública municipal brasileira. A instituição fica localizada na Avenida Brasil, número 330, no bairro Vila Bressani, no município de Paulínia, no estado de São Paulo, no Brasil. É considerada uma das 20 melhores instituições municipais de ensino médio do país segundo o ranking do Enem.

## História

### 1990: Fundação

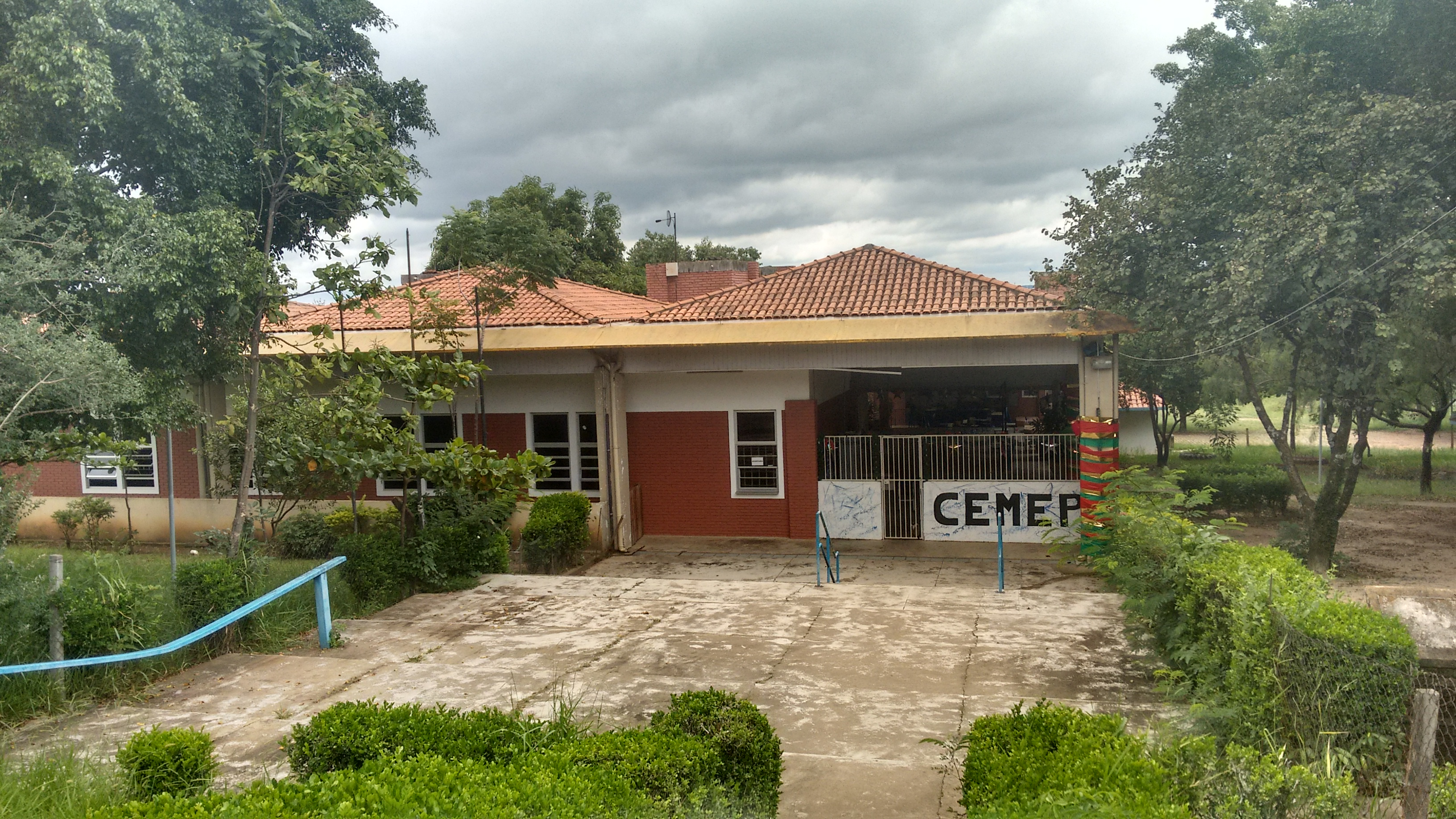
Entrado do CEMEP

O Centro Municipal de Ensino Profissionalizante surgiu no bairro Vila Bressani, em razão dos apelos da comunidade da cidade, em especial do bairro, que clamava pela necessidade de ter cursos, até então ausentes no município. Estes apelos eram feitos à Secretaria Municipal de Educação de Paulínia, que iniciou uma coleta de opiniões, registrada em livros, para saber quais eram as intenções e expectativas que os moradores possuíam para os cursos que gostariam que funcionassem num novo centro de educação profissional. Todo este material de coleta e todo o projeto de implantação da instituição de ensino estavam sob a responsabilidade da senhora Maria Inês Fini, responsável pelo Exame Nacional do Ensino Médio.
O decreto municipal de criação do CEMEP foi o de número 2536, do dia 25 de agosto de 1989, e a inauguração oficial foi no dia 25 de março de 1990. O funcionamento da instituição de ensino se deu no dia 4 de abril do mesmo ano. A autorização legal de funcionamento teve o processo de número 1008/1990; sua aprovação foi homologada no dia 12 de dezembro de 1990, sendo que a publicação deste foi feita em diário oficial no dia 15 de dezembro de 1990.
O primeiro curso a funcionar no CEMEP foi o de secretariado, logo após teve inicio o curso de auxiliar de enfermagem. Foram também, instalados em uma oficina, no último pavimento da instituição de ensino, cursos técnicos ministrados por profissionais do SENAI, bem como o curso de datilografia.
Funcionava ainda, um curso de especialização de operadores de fábricas, ministrado por profissionais das empresas da região, Replan, Shell, Rhodia. E uma oficina de tapeçaria e reparação de móveis, no período da noite.

### 1991-1999: Primeiros anos

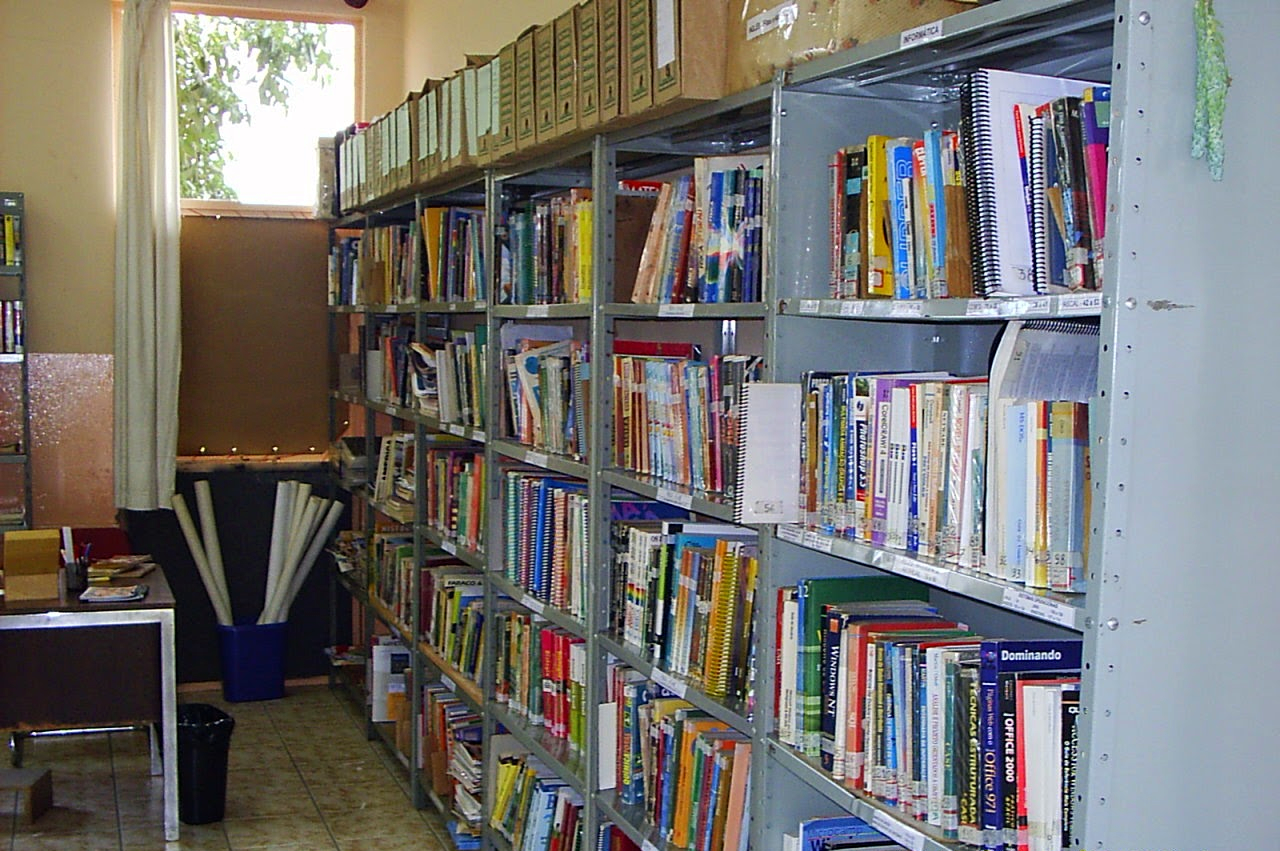
Biblioteca do CEMEP

No meio do ano de 1991, além da continuidade do curso de secretariado, houve a implantação dos cursos de administração e de processamento de dados, que futuramente viria a se chamar técnico em informática.
No ano de 1993 ocorreram reformas na oficina de tapeçaria e marcenaria, que foram transformadas e transferidas para o SENAI, até então desativado. Este voltou a funcionar no ano de 1995, no bairro de Betel, na Escola Técnica de Paulínia (ETEP), liberando assim o espaço das salas de aulas que ocupava no CEMEP.
Assim, em 1993 o CEMEP elabora junto à Secretaria Municipal de Educação de Paulínia, um plano de curso para química e outro para o magistério, segundo pedidos dos moradores do bairro, apesar de já haver no município um curso de magistério, que funcionava na Escola Estadual General Porphyrio da Paz.
O curso formação de técnico em química foi implantado no CEMEP, em fevereiro de 1994. No ano de 1995, o curso de química sai do CEMEP, e é transferido para a ETEP em Betel. Nesse mesmo ano o CEMEP recebe o magistério que passa a funcionar junto aos demais cursos.
No ano de 1997, o curso de enfermagem é transferido do CEMEP para o ETEP e o curso de magistério passou a ter aulas ministradas por professores concursados. Já no ano de 1999 houve uma alteração no nome da instituição de ensino, que passou a se chamar de “Osmar Passarelli Silveira”.

### 2000-2009: Mudanças e destaques

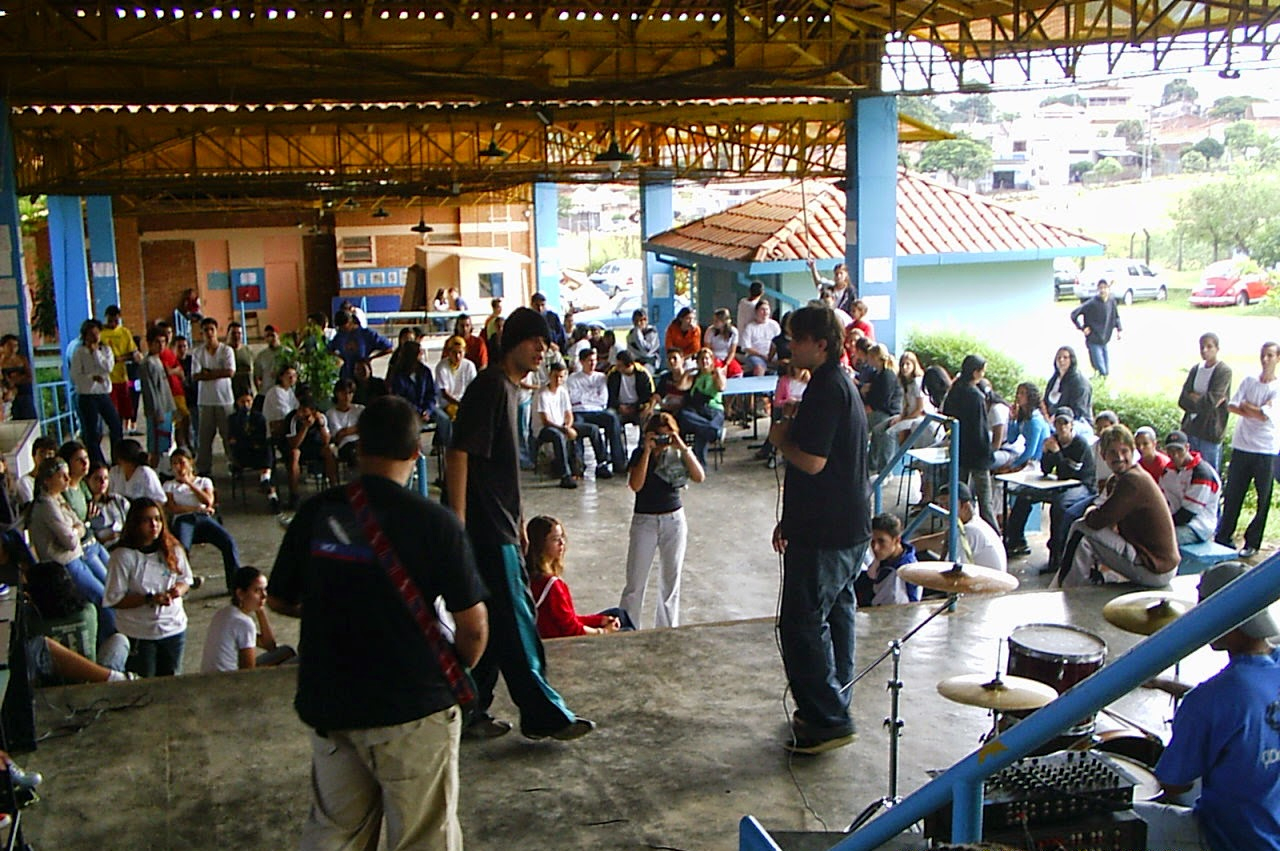
Gincana no aniversário de 14 anos da instituição de ensino

Houve uma grande mudança na grade dos cursos técnicos em 2004, eles deixaram de ser oferecidos por meio-período e passaram a ser realizados em período integral, de forma integrada com o ensino médio.
Em 2008 a instituição de ensino obteve a terceira maior média total no ranking do Enem entre as instituição de ensino do município de Paulínia, com a nota de 54.83. Também obteve boa colocação na Olimpíada de Algoritmos, ficando em 9º lugar na classificação geral e 1º lugar no estado de São Paulo, entre um total de 74 instituições de ensino.
Nesse mesmo ano se formou a última turma do curso normal na instituição e uma das últimas do país, devido a mudanças na Lei de Diretrizes e Bases da Educação Nacional que obriga o diploma superior para os professores de educação infantil e 1ª a 4ª série a partir de 2007.

### 2010-2016: Crises

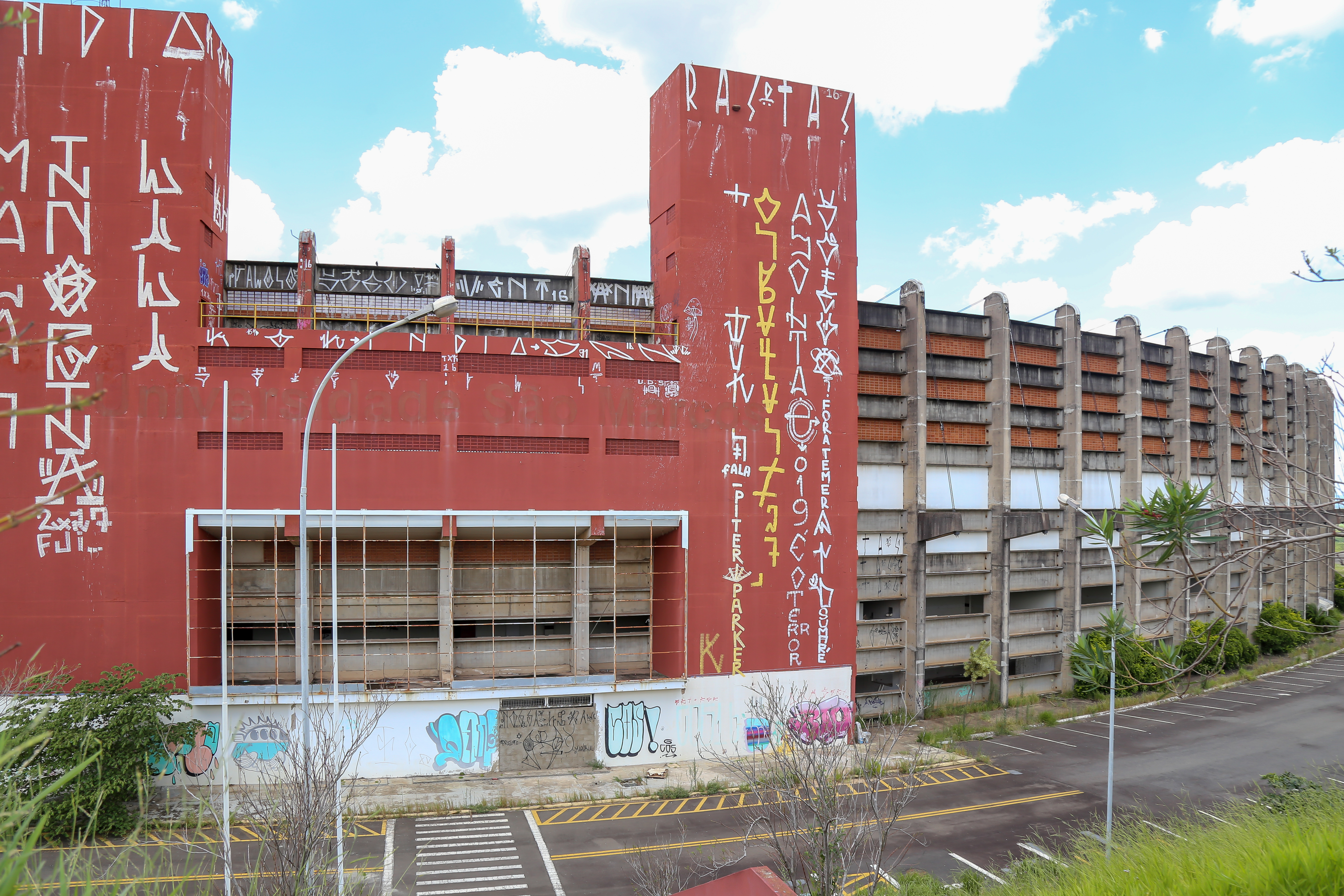
Sambódromo de Paulínia local onde o colégio técnico funcionou entre 2011 e 2012.

Participou em 2010 da 1ª Olimpíada Brasileira de Física na Escola Pública com 19 alunos e conquistou cinco medalhas, uma de ouro e quatro de bronze.
A instituição de ensino, que funcionou por mais de 20 anos no mesmo local, teve seu prédio cedido para ensino fundamental no começo de 2011 e foi transferida para um prédio público abaixo das arquibancadas do Sambódromo, no complexo Brasil 500, onde também funcionava a Universidade São Marcos. Tal ação da prefeitura sofreu forte retaliação por parte de alunos e funcionários, já que na época foi constatado um total improviso dos equipamentos e acessório para realização dos cursos, o que deixou a instituição de ensino inadequada para receber os novos alunos. A prefeitura se justificou na Tribuna Livre da Câmara, através do seu secretário de Negócios Jurídicos, dizendo:
| “                                | Conversamos com pais e alunos e a maioria deles está satisfeita com a mudança | ” |
| — Leonardo Ballone, Paulínia VIP |                                                                               |   |

Em 2011 voltar a ganhar uma medalha de ouro na 2ª Olimpíada Brasileira de Física na Escola Pública.
No ano de 2012, o CEMEP voltou ao seu prédio de origem, localizado a Avenida Brasil, na Vila Bressani. O local foi totalmente reformado ganhando um terceiro laboratório de informática com 30 novos computadores, sendo que os outros dois laboratórios também possuem, em cada sala, 30 novas
máquinas. Todos contam com acesso a internet, rede de distribuição, ar condicionado, e móveis para computadores. No mesmo ano conquistou na 3ª Olimpíada Brasileira de Física na Escola Pública quatro medalhas, sendo três de ouro e uma de prata.
Em 2013 alguns alunos se destacaram nas Olimpíada Brasileira de Matemática das Escolas Públicas e receberam o certificado de menção honrosa, com base nos resultados apresentados na segunda fase.
Até o ano de 2015 foi oferecido o curso de técnico em administração no seu vestibulinho.
A partir de 2016 o CEMEP, que já contou com diversas modalidades de ensino técnico e chegou a ter mais de 200 alunos, passou a oferecer nos seus vestibulinhos apenas o curso técnico em informática para 120 alunos. Nesse ano também obteve importante colocação no ranking do Enem, ficando entre as 20 melhores instituições de ensino municipais do Brasil. A média das notas dos alunos foi de 546.66, também acima da média nacional.

## Cursos oferecidos
Para ingressar na instituição de ensino é necessário prestar um processo seletivo, que acontece anualmente nos meses de outubro à novembro. O CEMEP oferece os seguintes cursos:
- Curso técnico em informática integrado com o ensino médio - Duração de 3 anos;
- Curso técnico em informática concomitante externo, para quem está cursando o ensino médio em outra instituição de ensino - Duração de 2 anos;
- Curso técnico em informática subsequente, para quem já é formado no ensino médio - Duração de 2 anos.

## Destaques

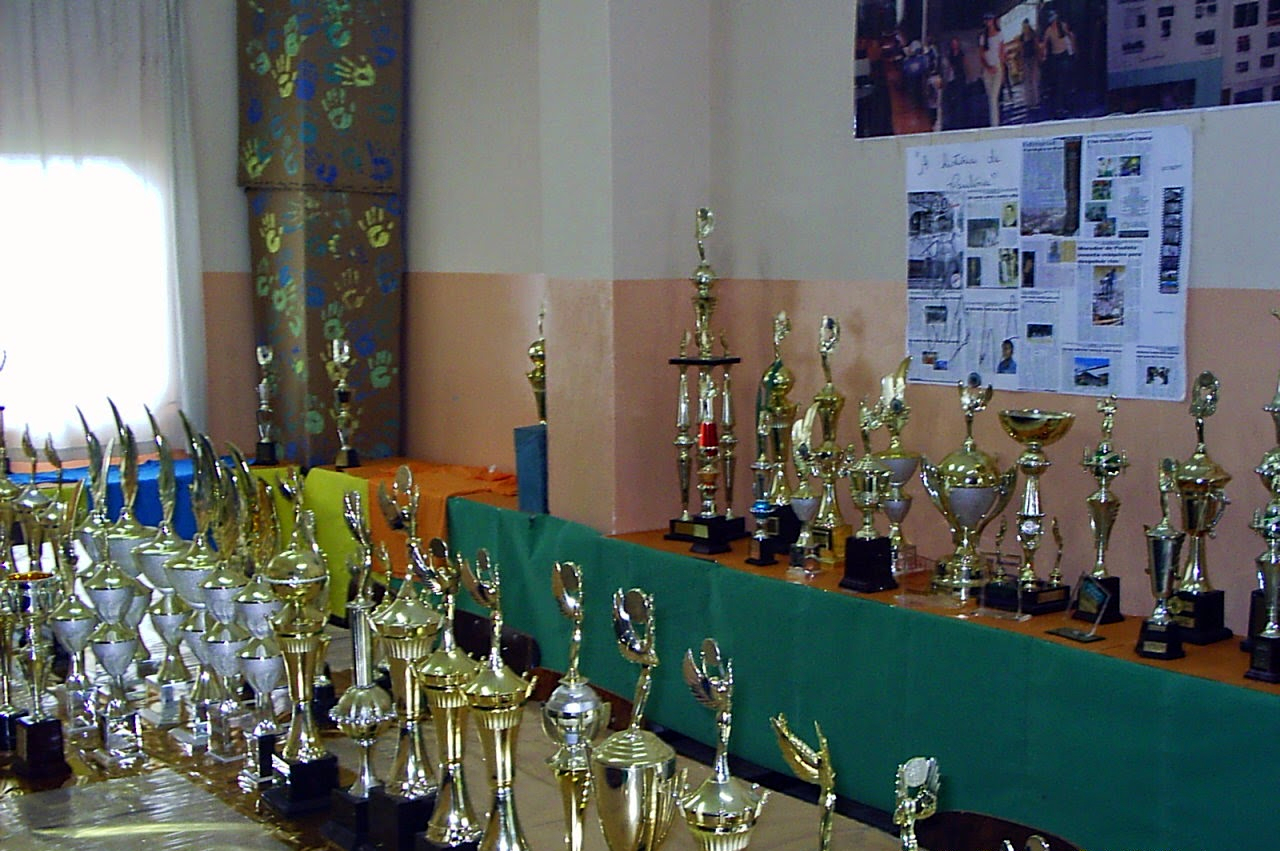
Centro de Memória "Neyde Marone"

### Olimpíada Brasileira de Física na Escola Pública
- Ouro: 5 vezes: 2010[8], 2011[14], 2012, 2012, 2012[16]
- Prata: 1 vez: 2012[16]
- Bronze: 4 vezes: 2010, 2010, 2010, 2010[8]

### Olimpíada Brasileira de Algoritmo Hostnet
- Finalista Nacional e 1º lugar no estado de São Paulo: 2008[6]

### Olimpíada Brasileira de Matemática das Escolas Públicas
| - Menção Honrosa: 7 alunos: 2016 - Menção Honrosa: 5 alunos: 2015 - Menção Honrosa: 8 alunos: 2014 - Menção Honrosa: 5 alunos: 2013 - Menção Honrosa: 6 alunos: 2012 - Menção Honrosa: 6 alunos: 2011 | - Menção Honrosa: 3 alunos: 2010 - Menção Honrosa: 2 alunos: 2009 - Menção Honrosa: 7 alunos: 2008 - Menção Honrosa: 8 alunos: 2007 - Menção Honrosa: 7 alunos: 2006 - Menção Honrosa: 6 alunos: 2005 |